# Agata Zupin
Agata Zupin (* 17. März 1998 in Ljubljana) ist eine slowenische Leichtathletin, die sich auf den 400-Meter-Hürdenlauf spezialisiert hat.

## Sportliche Laufbahn
2015 nahm Agata Zupin erstmals an einem internationalen Großereignis, den U18-Weltmeisterschaften in Cali teil und schied dort über 200 Meter in der Vorrunde aus. 2016 startete sie bei den U20-Weltmeisterschaften in Bydgoszcz über 400 Meter Hürden und schied auch dort bereits in der ersten Runde aus. Nach einer erfolgreichen Hallensaison qualifizierte sie sich für die Teilnahme an den U20-Europameisterschaften in Grosseto. Im Finallauf über 400 Meter Hürden verbesserte sie den von Meta Mačus seit 2002 gehaltenen slowenischen Rekord um fast eine Sekunde auf 55,96 s und gewann damit die Silbermedaille hinter der Schweizerin Yasmin Giger. Sie qualifizierte sich damit auch für die Weltmeisterschaften in London und erreichte dort das Halbfinale.
2019 gewann Zupin bei den U23-Mittelmeer-Hallenmeisterschaften in Miramas in 55,83 s die Bronzemedaille im 400-Meter-Lauf hinter den Französinnen Karyl Amaro und Kellya Pauline. Anschließend belegte sie bei den U23-Europameisterschaften in Gävle in 56,97 s den fünften Platz. 2021 gewann sie bei den Balkan-Meisterschaften in Smederevo in 57,22 s die Silbermedaille über 400 m Hürden und siegte in 3:33,99 min mit der slowenischen 4-mal-400-Meter-Staffel. Im Jahr darauf siegte sie in 3:37,84 min mit der Staffel bei den Balkan-Hallenmeisterschaften in Istanbul und verpasste anschließend bei den Hallenweltmeisterschaften in Belgrad mit 3:37,08 min den Finaleinzug. Im Juni siegte sie in 57,05 s über 400 m Hürden bei den Balkan-Meisterschaften in Craiova und anschließend erreichte sie bei den Mittelmeerspielen in Oran das Finale, ging dort aber nicht an den Start. Zudem gewann sie dort in 3:31,51 min die Silbermedaille mit der Staffel hinter dem italienischen Team. Daraufhin startete sie bei den Weltmeisterschaften in Eugene und schied dort mit 57,12 s in der ersten Runde aus. Anschließend kam sie auch bei den Europameisterschaften in München mit 57,42 s nicht über den Vorlauf hinaus und verpasste dort zudem mit der Staffel mit 3:31,47 min den Finaleinzug. 2023 wurde sie bei der 2. Liga der Team-Europameisterschaft im Rahmen der Europaspiele in Chorzów in 23,73 s Fünfte über 200 Meter und gelangte über 400 m Hürden mit 56,58 s auf Rang zwei. Zudem wurde sie in der Mixed-Staffel in 3:14,72 min Erste in der Mixed-Staffel. Anschließend gewann sie bei den Balkan-Meisterschaften in Kraljevo in 58,05 s die Bronzemedaille hinter der Griechin Dimitra Gnafaki und Marija Burjak aus der Ukraine. Im August schied sie bei den Weltmeisterschaften in Budapest mit 57,62 s in der ersten Runde aus. Im Jahr darauf belegte sie bei den Balkan-Meisterschaften in Izmir in 58,03 s den fünften Platz über 400 m Hürden und gewann mit der Staffel in 3:36,93 min die Bronzemedaille hinter den Teams aus der Ukraine und Kroatien. Kurz darauf kam sie bei den Europameisterschaften in Rom mit 57,83 min nicht über den Vorlauf über 400 m Hürden hinaus.
In den Jahren 2016 sowie von 2019 bis 2023 wurde Zupin slowenische Meisterin im 400-Meter-Hürdenlauf im Freien sowie 2017 Hallenmeisterin im 60-Meter-Lauf. Zudem siegte sie in der Halle 2019 und 2020 über 200 Meter und 2018, 2022 und 2023 im 400-Meter-Lauf sowie 2020 und auch in der 4-mal-400-Meter-Staffel in der Halle und 2022 im Freien.

## Persönliche Bestleistungen
- 100 Meter: 11,60 s (+0,3 m/s), 8. Juli 2017 in Ptuj (slowenischer U20-Rekord)
  - 60 Meter (Halle): 7,43 s, 3. Februar 2018 in Ljubljana
- 200 Meter: 23,09 s (0,0 m/s), 10. Juni 2017 in Kranj (slowenischer U20-Rekord)
  - 200 Meter (Halle): 24,11 s, 10. Februar 2017 in Linz (slowenischer U20-Rekord)
- 300 Meter: 36,77 s, 30. August 2017 in Domžale (slowenischer Rekord)
- 400 Meter: 52,29 s, 20. Juni 2017 in Velenje (slowenischer U20-Rekord)
  - 400 Meter (Halle): 53,33 s, 19. Februar 2023 in Zagreb
- 300 m Hürden: 41,86 s, 8. September 2020 in Ostrava (slowenischer Rekord)
- 400 m Hürden: 55,96 s, 23. Juli 2017 in Grosseto (slowenischer Rekord)